# Der Ole

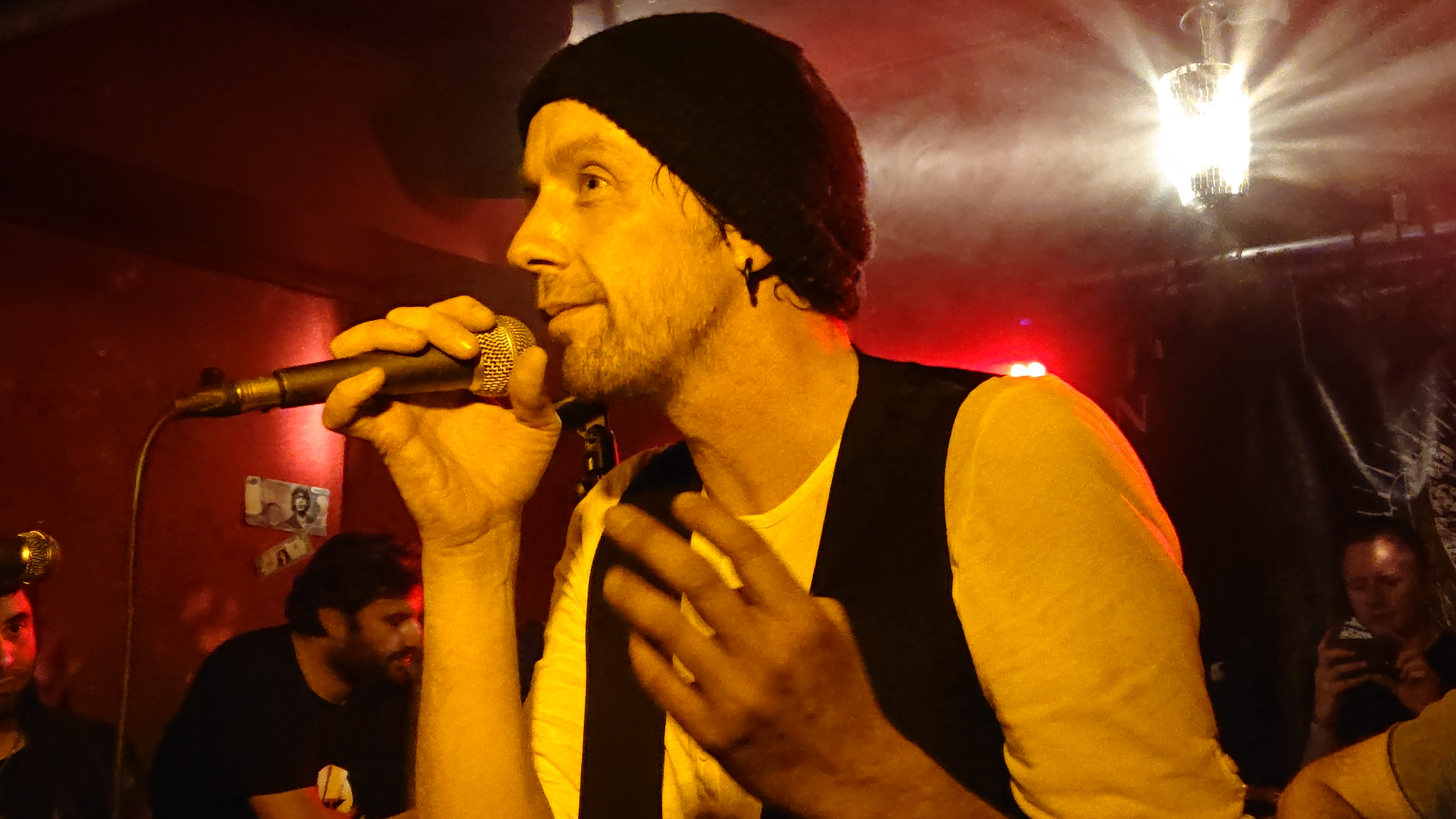
Der Ole unplugged im Pitcher

Der Ole (eigentl. Christian Olejnik; * 30. November 1978 in Düsseldorf) ist ein deutscher Rockmusiker. Bis Dezember 2009 war er Frontsänger der Punkrockband Massendefekt; seit 2018 macht Der Ole wieder aktiv Musik.

## Leben
Christian Olejnik wuchs in Meerbusch bei Düsseldorf auf. Während der 1990er Jahre war er zunächst als Bassist, später auch als Sänger, in verschiedenen Punkbands in Krefeld aktiv. Im Jahr 2000 gründete er zusammen mit Claus Pütz, Mike Duda und Sascha Utecht die Band Massendefekt. Mit der Band spielte er bis Ende 2009 mehr als 200 Konzerte in Deutschland, Österreich und Belgien und veröffentlichte drei Alben und eine EP. Gleichzeitig war er regelmäßig als Radiomoderator in Neuss und Düsseldorf zu hören. Mit der Aussage, dass er sich leer und verbraucht fühlen würde, beendete er auf eigenen Wunsch seinen musikalischen Weg.
Der Ole gilt als „Ziehkind“ des ehemaligen Die-Toten-Hosen-Schlagzeugers Wölli Rohde, der zu Beginn auch bei Massendefekt Schlagzeug spielte und die Band über seine Plattenfirma Goldene Zeiten unterstützte.

## Ab 2018
Nach einer neunjährigen Pause erschien am 1. Juni 2018 In der Stadt, seine erste Single unter seinem Künstlernamen Der Ole. Am 17. August 2018 erschien sein Debüt-Soloalbum In Grund und Boden, welches bei der Berliner Plattenfirma Motor Music veröffentlicht wurde. Das Album wurde von Amadeus Sektas (unter anderem Zeltinger Band) im Another Level Tonstudio in Kaarst produziert.
In der Folge konnte Der Ole einen Plattenvertrag bei der Hamburger Plattenfirma Alster Records unterschreiben. Im Vorfeld zu seinem zweiten Album plante er einen Weltrekordversuch. Er wollte innerhalb eines Wochenendes zusammen mit seiner Band zwölf Konzerte in 48 Stunden in zwölf europäischen Ländern spielen. Die Pläne scheiterten jedoch an der weltweiten COVID-19-Pandemie.
Das Album Durch die Zeit entstand innerhalb eines Jahres und erschien am 14. August 2020 über Alster Records. Auf dem Album sind 124 Gastmusiker zu hören, darunter die komplette Band Planlos, Archie Alert von der Terrorgruppe, Thomen Stauch (ex-Blind Guardian), Vom Ritchie von Die Toten Hosen, Michael Beckmann von Rainbirds, Markus Grimm (ex-Nu Pagadi), Schauspieler Marcel Saibert, als auch Mitglieder von Ton Steine Scherben, Slime, Wizo, Betontod, Sondaschule und Diane Weigmann. Das Album erreichte Platz 35 der deutschen Albumcharts, als auch Platz 28 der MTV-Midweek-Charts und wurde mit dem Deutschen Rock- und Pop Preis für das beste deutschsprachige Album ausgezeichnet.

## Diskografie

### Alben
- 2018: In Grund und Boden (Motor Music)
- 2020: Durch die Zeit (Alster Records)
- 2023: Wir müssen Leben (Alster Records)

### Singles / Musikvideos
- 2018: In der Stadt
- 2018: Schneeballschlacht (mit Datenschmutz)
- 2018: Vorbei (mit Pino Avanzato von Planlos)
- 2018: Zwei in einem Boot (mit Ötte)
- 2020: Das Mädchen aus dem Chateau Rikx
- 2020: Alles wird gut
- 2020: Bullenstaat
- 2020: Die Amsel mit dem Drosselbart
- 2023: Vom Clown

### Mit Massendefekt
- 2002: Nur für Euch (Day Glo Records)
- 2004: Träum weiter (Goldene Zeiten)
- 2006: Land in Sicht (Goldene Zeiten)
- 2009: Kung Fu Charly (MD Records)

### Gastauftritte
- 2003: Ötte – Saitenwechsel (Gast-Gesang bei Schmerz)
- 2003: Die Parasiten – Wir ziehen weiter mit dem Rock ’n’ Roll (Gast-Gesang bei Seelenverwandtschaft)
- 2005: Ni Ju San – Bis einer weint (Gast-Gesang bei Wacht auf)
- 2018: Ötte – Unplugged (Gast-Gesang bei Wie einst im Mai)
- 2018: Datenschmutz – Herz verschenkt (als Pianist im Musikvideo)
- 2019: Ötte – Gare Du Noise (Gesang bei Zwei in einem Boot)
- 2020: JIP Band – So change everything (Gast-Gesang bei Love shines on)
- 2020: Chris von Düssel – Bullshit Bingo
- 2021: Überflüssig – Nicht die Norm (Gast-Auftritt im Musikvideo)
- 2021: Erigiert ist der Grösser (Gast-Gesang bei Bock auf Bier)